# Pantabangan
Pantabangan is een gemeente in de Filipijnse provincie Nueva Ecija op het eiland Luzon. Bij de laatste census in 2007 had de gemeente bijna 26 duizend inwoners.

## Geografie

### Bestuurlijke indeling
Pantabangan is onderverdeeld in de volgende 14 barangays:
| - Cadaclan - Cambitala - Conversion - Fatima - Ganduz - Liberty - Malbang | - Marikit - Napon-Napon - Poblacion East - Poblacion West - Sampaloc - San Juan - Villarica |

## Demografie
Pantabangan had bij de census van 2007 een inwoneraantal van 25.520 mensen. Dit zijn 1.652 mensen (6,9%) meer dan bij de vorige census van 2000. De gemiddelde jaarlijkse groei komt daarmee uit op 0,93%, hetgeen lager is dan het landelijk jaarlijks gemiddelde over deze periode (2,04%). Vergeleken met de census van 1995 is het aantal mensen met 3.337 (15,0%) toegenomen.

De bevolkingsdichtheid van Pantabangan was ten tijde van de laatste census, met 25.520 inwoners op 392,56 km², 56,5 mensen per km².